# Мы из Семиречья
«Мы из Семиречья» — советский художественный фильм, снятый режиссёрами Султаном-Ахметом Ходжиковым и Алексеем Очкиным в 1958 году на Алма-Атинской киностудии художественных и хроникальных фильмов.
Премьера фильма состоялась в феврале 1959 года.

## Сюжет
Фильм повествует о борьбе за установление Советской власти в Семиречье, борьбе между большевиками и силами контрреволюции за умы казаков. Главным оружием фронтовиков-друзей батрака-казаха Нартая, кузнеца-уйгура Азима и русского большевика Павла Зернова, разными путями пришедших в революцию и встретившихся в дни вооруженного восстания, является ленинский Декрет о земле, мире и свободе.

## В ролях
- Геннадий Карнович-Валуа — Павел Зернов, большевик
- Кененбай Кожабеков — Нартай, батрак
- Ахмед Шамиев — Азим, кузнец-уйгур
- Виктор Ахромеев — Александр Козырь
- Мухтар Бахтыгереев — Ораз
- Алексей Глазырин — Ростовцев
- Курманбек Джандарбеков — Сарымулда
- Нурмухан Жантурин — Досов
- Николай Михайлов — белогвардейский генерал
- Рахметулла Сальменов — Карабай
- Игорь Сретенский — Сенькин
- Виталий Беляков — эпизод
- Евгений Диордиев — эпизод